# Сили за специални операции
Силите за специални операции, известни още като „специални части“ или „командоси“, представляват сравнително малки военни единици, подготвени и обучени за разузнаване, неконвенционална война и специални операции. Тези изключителни единици зависят от своята издръжливост, бързина, самоувереност и умение за работа в екип.

## История
Още в древността било забелязано, че редовната войска често е неспособна да изпълнява някои специфични задачи, от които често е зависел изхода на войната. Тези задачи са били свързани с разузнаване на противника, тактиката му на водене на бой, навиците му (с цел избиране удобно време за нападение, например), демобилизиране на войската му, организиране на съпротива в тила му и ред други. Всичко това принудило пълководците да създадат специализирани бойни единици за задоволяване единствено на тези нужди. От друга страна, някои конфликти водени с векове са предизвикали еволюция от просто опълчение (хайдутите в България) до високо специализирани организаци с обучен личен състав. Можем да срещнем много примери за прототип на специални части в средновековието, ярък такъв пример са Нинджа (разузнавач). През втората половина на 20 век практически се водят войни (Виетнам, Афганистан и др.), в които специалните части набират популярност и доказват нуждата от тях.

## Общи сведения
Воденето на война от специалните части най-често е подчинена на постигане на стратегически и политически цели, като:
- сваляне или подкрепа на режими;
- отстраняване на политически противници;
- извършване на непопулярна силова намеса;
- елиминиране на лидери на организации и самите такива;

В наши дни анализите показват непрекъснато процентно увеличение на войната с неконвенционални средства за сметка на конвенционалните. Също така се отчита и ефективността на Специалните части, която в специфичните случаи е десетки пъти по-висока.
Различаваме два основни типа специални части: военни и полицейски.
I. Полицейските са така наречените:
- Части за борба с тероризма (Антитероризъм), представител на които в България е СОБТ (специализиран отряд за борба с тероризма), наричани още „Червени барети“ или просто „баретите“.
- Част за борба с организираната престъпност (в латинска Америка особена важност имат отделите за борба с наркотиците и наркотрафика).

II. Военните имат общо взето по-широк обхват от задачи което налага специализация в отделните дейности, те биват:
- водене на война;
- организиране на съпротивително движение и обучение на личния състав;
- изпълнение на саботажи в противникови военни обекти;
- освобождаване на пленници;
- елиминиране на противникови политически и военни лидери;
- елиминиране на неголеми военни организации (терористични, наркобизнес и др.)

## Структура начини на действие
Основната структурна единица е Отделението, то се състои обикновено от около 10 души, като е окомплектовано с нужните специалисти:
- снайперисти;
- сапьори;
- специалист по ориентиране;
- тактици;
- и други, според специфичните нужди.

За отбелязване е обикновено отличната подготовка по всяка от горепосочените специалности на всеки един член на личния състав. Обучението освен това включва обикновено и водолазно дело, парашутизъм, бойни изкуства, чужди езици, език на жестовете и др.
Често пъти специалните части водят бойните действия без да има установена база, като се налага да носят винаги със себе си цялото необходимо снаряжение, но обикновено се използва някакво временно скривалище за боеприпасите и други необходими неща, като за изпълнение на задачите се носи само най-необходимото, което осигурява максимална мобилност. По време на бойни действия е необходимо да се спазват следните условия:
- добро координиране между отделните звена;
- стриктно спазване по време и начин на изпълнение на поставените задачи;
- добра връзка и комуникации между отделните членове на Отделението;
- добро прикритие (подходящо камуфлажно облекло използване особеностите на терена);
- бързина на действията, на принципа: внезапно нападение и бързо отстъпление;
- опознаване и възползване от навиците на противника.

## Основни видове дейности
- разузнавателно-диверсионна
- антитерористична;
  - откриване, задържане и обезвреждане на терористите;
  - освобождаване на заложници.

## Специални сили по света

### България

#### Сухопътни войскииВоенновъздушни сили
Основното звено за специални операции на Сухопътните войски на Република България е разположената в Пловдив 68-а Бригада „Специални сили“. Бригадата е формирана през 1993 г. на основата на 68-и Отделен парашутен полк „СПЕЦНАЗ“, а той на свой ред е формиран в края на Студената война, обединявайки 68-а Учебна парашутно-разузнавателна база (Пловдив) и 86-а Учебна парашутно-разузнавателна база (Мусачево). Двете подразделения са формирани по модела на съветския спецназ и в случай на война оперативните планове предвиждат те да действат съответно срещу Турция и Гърция.
Освен нея в състава на всеки от трите армейски корпуси има отделен парашутно-разузнавателен батальон. По-късно те са обединени в 1-ви Парашутно-разузнавателен полк в Сливен. 68-а Бригада и 1-ви Полк са включени в състава на новосформираното Командване за специални сили, заедно с 34-ти Батальон за психологически операции в София. През 2006 г. командването е разформировано, а през 2007 г. е разформирован и 1-ви Парашутно-разузнавателен полк, който влиза в състава на 68-а Бригада като 3-ти Батальон. По-късно в състава на 68-а Бригада е включен и 101-ви Алпийски батальон в Смолян.
Според плановете за развитие на Българската армия до 2020 г. се предвижда през 2016 г. 68-а Бригада „Специални сили“ да бъде преподчинена от Сухопътните войски на ново компонентно командване на специалните сили в рамките на Съвместното командване на силите, а 101-ви Алпийски батальон да бъде изведен от състава на бригада и оставайки в състава на Сухопътните войски да бъде върнат в 101-ви Планински полк.
До 2004г в състава на Военновъздушните сили на България съществуват няколко въздушно десантни полка , създадени през 1964г по подобие на съветските Въздушно десатнтни войски , които имат в състава си въздшни десантичци  , осъществяващи бойните си операции чрез хеликоптери и парашутисти, изпълняващи задачите си чрез десант от военно-транспортни самолети. Полковете са групирани в авиобазите в Долна Митрополия, Крумово и Чешнегирово. Въздушно-десантните части на ВВС са закрити през 2004г.Към тях до 1994г са и 1-ви Парашутно-разузнавателен полк в Сливен и 86-а Учебна парашутно-разузнавателна база (Мусачево).

#### Военноморски сили
Основното подразделение за специални операции на Военноморските сили на Република България е разположеният във Варна Морски специален разузнавателен отряд, познат неформално и като „поделението Тихина“ по името на местността, в която е разположена казармата му. Подразделението е с широкоспектърна подготовка за провеждането на специални операции, разузнаване, диверсии, водолазна и парашутна подготовка. Подразделението е еквивалент на батальон и се командва от офицер с чин капитан II ранг, съответстващ на подполковник от СВ. Според плановете за развитие на Българската армия до 2020 г. се предвижда през отрядът да бъде преподчинен от Военноморските сили на ново компонентно командване на специалните сили в рамките на Съвместното командване на силите.

#### Министерство на вътрешните работи
Основното антитерористично подразделение на Министерството на вътрешните работи на Република България е разположеният във Враня край София Специализиран отряд за борба с тероризма, подчинен директно на Главния секретар на МВР. Подразделението е създадено през 1979 г. по време на световната вълна от засилването на проявите на международен тероризъм. СОБТ често провежда занятия по специална парашутна, водолазна, планинска и друга подготовка съвместно със специалните подразделения на Българската армия.

### Великобритания

#### Британска армия
Основното подразделение за специални операции на Британските въоръжени сили е 22-ри полк на Специалната въздушна служба (Special Air Service – SAS). Наименованието води началото си от Втората световна война, когато за да скрият предназначението му, британските военни му присвояват това неопределено наименование. Полкът е разположен в казармите Кредънхил в Херефорд, Обединено кралство. Основното му предназначение е диверсионно-разузнавателни и контра-партизански операции. Според приетото във Великобритания законодателство (Military Aid to the Civil Power – MACP) военни подразделения могат да бъдат привличани за решаването на задачи, засягащи вътрешната сигурност на страната, които са в компетенцията на вътрешното министерство. По тази линия 22-ри Полк САС е основното антитерористично подразделение на Обединеното Кралство. Най-успешните акции са против ИРА в Ирландия, Германия, Нидерландия. Участва в хиляди операции от Сахара до Малайзия. Най-известната операция е освобождаването на заложници от иранското посолство в Лондон през 1980 г. Освен 22-ри Полк САС, Британската армия разполага и с две резервни подразделения – 21-ви и 23-ти Полк САС, чиито ескадрони са разсредоточени в различни градове.

#### Кралски военноморски сили
Кралските ВМС разполагат със свое собствено подразделение за специални операции, в лицето на Специалната лодъчна служба (Special Boat Service – SBS). Подразделнието, също както и полковете САС е в размер на батальон. Разположено е в базата на Кралските морски пехотинци в Пуул. Основното му предназначение е диверсионно-разузнавателни операции, рейдове откъм морето, действия в крайбрежната полоса над водата, под водата и по въздух. Също както SAS и SBS може да бъде привличана за контра-терористични задачи, като специализацията им е основно по завземането на кораби и нефтени платформи.

### Германия

#### Въоръжени сили (Bundeswehr)

##### Сухопътни войски (Heer)
- Командване специални сили – В рамките на сухопътните войски през 1997 г. е създадено Командване специални сили (Kommando Spezialkräfte (KSK) със статут на бригада.

##### Военноморски сили (Marine)
- Командване специални сили на ВМС – В рамките на сухопътните войски през 2014 г. е създадено Командване специални сили на Военноморските сили (Kommando Spezialkräfte Marine (KSM).

#### Сили за вътрешна сигурност

##### Федерална полиция (Bundespolizei)
- Отряд GSG-9 – GSG-9 е германско антитерористично подразделение на Федералната полиция.

##### Полицейски служби на отделните федерални провинции (Landespolizei)
- Командвания за специални задачи – Всяка една от полицейските служби на шестнадесетте федерални провинции разполага с един или два отряда Командвания за специални задачи (Spezialeinsatzkommando (SEK).

##### Федерална митническа служба (Bundeszollamt)
- Централна група за поддръжка на митниците – Федералната митническа служба към Министерството на финансите разполага със собствен специален отряд Централна група за поддръжка на митниците (Zentrale Unterstützungsgruppe Zoll (ZUZ).

### Израел
По-голямата част от специалните подразделения се подчиняват на Армията за отбрана на Израел, по-малка част – на полицията.
- Сайерет Маткал е специално подразделение, подчинено на Генералния щаб. Специализиран в операции зад граница.
- Дувдеван, известно още като Unit 217. Основна цел – унищожаване на терористи на окупираните територии.
- ЯМАМ влиза в състава на МАГАВ; основното антитерористично подразделение на полицията на Израел.
- подразделение ЯВАС – т.нар. псевдоараби. Основна задача – унищожаване на терористите от окупираните територии, превъплъщавайки се в араби.
- Батальон Ехоз – основна цел е борбата с партизаните.
- Сайрет Шакед – подразделение на Южния военен окръг.
- Шайетет 13 – подразделение на ВМС.
- Сайерет Шалдаг – подразделение на ВВС.

### Полша
В новата си история Полша отделя особено голямо внимание на изграждането на армейските си специални части. Атестат за тяхната репутация и качествата им е обстоятелството, че освен британските сили за специални операции, полското подразделение GROM е единственото, с което американските спецподразделения провеждат операции в началото на Войната в Ирак от 2003 г.

#### Въоръжени сили
От 4 юли 2007 г. до 1 януари 2014 г. полските сили за специални операции са формирани в Командване на специалните войски (Dowództwo Wojsk Specjalnych), разположено в Краков, което ги превръща в самостоятелен четвърти вид въоръжени сили, наред със сухопътните войски, ВВС и ВМС. При разформироването на командването специалните сили са подчинени на Център за специални операции – Компонентно командване на специалните войски (Centrum Operacji Specjalnych – Dowództwo Komponentu Wojsk Specjalnych (COS-DKWS), част от Оперативното командване на видовете въоръжени сили (Dowództwo Operacyjne Rodzajów Sił Zbrojnych), което от една страна ги понижава от самостоятелен вид в самостоятелен род войски, но не променя самостоятелния им статус. Днес специалните сили на Полша, включват:
- Войскова единица ГРОМ (Jednostka Wojskowa GROM) – командване и основни сили във Варшава, подразделение в Гданск. Пълното наименование е Войскова единица „ГРОМ – Група за реагиране оперативно-маневрена на името на тихотъмните парашутисти на Армия Крайова“ (Jednostka Wojskowa „GROM“ Grupa Reagowania Operacyjno-Manewrowego im. Cichociemnych Spadochroniarzy Armii Krajowej). „Тихотъмните“ са специални подразделения на бивши военни в рамките на въстаническата Армия Крайова, действащи против германските окупационни сили. Наименованието им е било избрано, за да символизира тяхната скритост и неуловимост. Подразделение ГРОМ е най-елитната полска част за специални операции.
- Войскова единица командоси (Jednostka Wojskowa Komandosów) – разположена в Люблинец, бивш 1-ви Специален полк командоси. Подразделението е съставено от четири оперативни отряда и освен, че изпълнява широк спектър от специални задачи, то може да осигурява поддръжка на другите специални подразделения или на конвенционалните сили на полските въоръжени сили.
- Войскова единица „Агат“ (Jednostka Wojskowa „Agat“) – разположена в Гливице, макар да е формирана на базата на бившия Специален отряд на войсковата жандармерия (полската военна полиция), тази войскова единица е натоварена с широк спектър от задачи, както и Войсковата единица командоси, вариращи от скрито разузнаване, диверсии, директни действия, до антитерористична дейност.
- Войскова единица „Формоза“ (Jednostka Wojskowa „Formoza“) – разположена в Гдиня. Пълното наименование е Войскова единица „Формоза“ на името на генерал-лейтенант Влоджимйеж Потасински (Jednostka Wojskowa Formoza im. gen. broni Włodzimierza Potasińskiego) Тя е подразделение от бойни водолази и сапьори, елитното специално подразделение за действия по море и в крайбрежната полоса. Освен собствените си задачи, „Формоза“ провежда и подготовката на ротите за морски операции на „ГРОМ“ и Войскова единица командоси, с които роти да взаимодейства при провеждането на операции от нейната компетенция.
- Войскова единица „Нил“ (Jednostka Wojskowa „Nil“) – разположена в Краков. Пълното ѝ наименование е Войскова единица „Нил“ на името на бригаден генерал Аугуст Емил Фийлдорф „Нил“ (Jednostka Wojskowa Nil im. gen. bryg. Augusta Emila Fieldorfa „Nila“). Това е щабното подразделение на полските армейски специални сили и освен със специално радио-техническо разузнаване и свръзка, то осигурява и логистичната и медицинска поддръжка на специалните части.

7-а Ескадрила за специални задачи (7 Eskadra Działań Specjalnych) – разположена в 33-та Транспортна авиобаза Повидз. Поддържа операциите на специалните сили с вертолети Ми-24 и Ми-17, но организационно влиза в състава на Военновъздушните сили.

#### Сили за вътрешна сигурност
Бюро за антирерористични операции на Главната дирекция на полицията (Biuro Operacji Antyterrorystycznych Komendy Głównej Policji) е основното антитерористично подразделение на полската полиция.

### САЩ
- Зелени барети – неформално название на личния състав на Въздушно-десантното командване за специални операции на Сухопътните войски. Състои се от 5 редовни групи и 2 групи в Националната гвардия. Всяка група се състои от 3 – 5 батальона и е с численост около 1500 души. Всяка група от редовната армия има зона за отговорност – Европа, Азиатско-Тихокеанска, Близкия изток, Африка, Латинска Америка. В голяма степен зелените барети се специализират за диверсионни операции.
- Рейнджъри – най-стария спецназ в САЩ. Сведени са в 75-и полк рейнджъри. Специализирани са в провеждането на силови рейдове („директни действия“ според американската терминология). Имат структурата на стандартен пехотен полк с три батальона. На въоръжание имат всички видове най-мощни оръжия, които може да се пренасят ръчно. Сам по себе си полкът не е специални сили, но подкрепя с огнева поддръжка операциите на специалните сили като „Делта“ и „зелените барети“ и по тази причина е част от командването за специални операции на американската армия.
- Отряд „Делта“ – оперативен отряд на американската армия. Създаден през 1977 г. от полковник Чарлс Бекуит по модела на 22-ри Полк САС, в който е командирован. Отначало идеята е била да се създаде антитерористичен отряд в САЩ на базата на зелените барети, но висшето военно командване на САЩ решило да създаде принципно нови сили. Базирани са във Форт Браг. Департаментът на отбраната на САЩ отказва да коментира каквато и да е информация относно отряда, който е обозначен като SFOD-D, но според публични източници отрядът се състои основно от три ескадрона (роти), поддържани от собствена вертолетна ескадрила. Личният състав е събран от най-добрите бойци на рейнджърите и зелени барети.
- 160-и авиополк за специални операции (нощните ловци) – подразделение на американската авиация, действащо в интересите на американския спецназ.
- Военноморски „тюлени“ (Navy SEAL) – спецназ на ВМС. Създадени са от президента Кенеди и по тази причина учебния им център в знак на признателност носи неговото име. Странното наименование произлиза от обозначението на тези сили, създадени да действат „по море, по въздух и по суша“, на английски език SEa, Air Land. Абревиатурата SEAL съответства на английската дума за тюлен. Съставени са от десет отряда с батальонна структура, а още един, особено елитен отряд, предназначен за контра-терористични операции е самостоятелен, извън състава на Военноморските сили на САЩ. Известен е под кодираното наименование Военноморска група за развитие на [тактики за] специални бойни действия (Naval Special Warfare DEVelopment GRoUp, съкратено DEVGRU), но е по-известен като 6-и Отряд „тюлени“ (SEAL Team Six), на базата на който легендарният кап. II ранг Ричард Марчинко създава DEVGRU.
- 24-та Ескадрила за специални тактики (24th Special Tactics Squadron) на Военновъздушните сили на САЩ.

### Франция

#### Въоръжени сили
Въоръжените сили на Френската република включват сухопътните войски, военновъздушните сили, военноморските сили и националната жандармерия, както и организации и служби за поддръжка, подчинени на Министерството на отбраната.

##### Генерална дирекция за външна сигурност
Генералната дирекция за външна сигурност (Direction générale de la sécurité extérieure – DGSE) е службата за външно разузнаване на Франция. Подчинена е директно на министъра на отбраната и представлява военизирана структура. Разполага със собствен отдел за провеждането на секретни операции с особена важност и сложност. Това е Дивизията за действие (Division Action), за която информацията е оскъдна, но се предполага, че се състои от три оперативни центъра:
- Дивизия за действие (Division Action)
  - Парашутен център за специална подготовка (Centre Parachutiste d'Entraînement Spécialisée – CPES) в Серкот (Cercottes)
  - Парашутен център за специално обучение (Centre Parachutiste d'Instruction Spécialisée  – CPIS) в Перпинян
  - Парашутен център за обучение за морски операции (Centre Parachutiste d'Entraînement aux Opérations Maritimes  – CPEOM) в Келерн (Quelern) Макар да са официално означени като учебни, тези центрове са натоварени и с провеждането на реални операции на разузнаването и имената им са официална легендировка. Станалият широкоизвестен в българската общественост инцидент край село Коиловци известен като „френските командоси край Коиловци“[1] по всяка вероятност се отнася за обучение на агенти от Парашутния център за специална подготовка на Дивизията за действие.

##### Командване за специални операции на въоръжените сили
Командването за специални операции на въоръжените сили на Франция (Commandement des opérations spéciales (COS) е директно подчинено на Началника на въоръжените сили. Включва подразделения от сухопътните войски, ВВС и ВМС.
- Наземен специален компонент (от състава на сухопътните войски) групиран в Бригада специални сили на СВ (Brigade des forces spéciales terre – BFST), базирана в По, в Пиренеите в близост до испанската граница;
  - 1-ви Парашутен полк морска пехота в Байон;
  - 13-и Полк драгуни парашутисти в Мартиняс сюр Жал;
  - 4-ти Вертолетен полк на специалните сили в По;
- Морски специален компонент (от състава на ВМС) групиран в Сили на морските стрелци и командоси (Force des fusiliers marins et commandos – FORFUSCO), включващи седем отряда морски командоси, всеки с численост рота, разположени в различни военноморски бази и с различни задачи;
  - Отряд Юбер (бойни плувци и контра-тероризъм), морска авиостанция Сен Мандрие край Тулон;
  - Отряд Жобер (щурмови и контра-тероризъм) военноморска база Лориен;
  - Отряд Трепел (щурмови и контра-тероризъм) военноморска база Лориен;
  - Отряд Пенфентенйо (войсково разузнаване) военноморска база Лориен;
  - Отряд Монфор (сапьорен), военноморска база Лориен;
  - Отряд Кифер (оперативна техническа поддръжка), военноморска база Лориен;
  - Отряд Поншардие (оперативна логистична поддръжка), Ланестер, край Лориен;
- Въздушен специален компонент (от състава на ВВС), включва подразделения с различна насоченост;
  - 10-и Отряд командоси-парашутисти на ВВС в състав батальон и базиран в 123-та Авиобаза Орлеан – Бриси;
  - Транспортна ескадрила 3/61 „Поату“, базирана в 123-та Авиобаза Орлеан – Бриси;
  - Специална вертолетна ескадрила 1/67 „Пиренеи“, базирана в По, заедно с армейския 4-ти Вертолетен полк на специалните сили;
  - 56-а Смесена авиационна група „Воклюз“, базирана в 105-а Авиобаза Еврьо – Фовиль. Изпълнява подобни функции като ескадрилите 3/61 „Поату“ и 1/67 „Пиренеи“, но те осъществяват авиационна поддръжка на Командването за специални операции на въоръжените сили, а 56-а Авиогрупа поддържа изключително операциите на Генералната дирекция за външна сигурност.

#### Сили за вътрешна сигурност
Френските сили за сигурност разполагат с два основни антитерористични специални отряда. Това са GIGN и RAID. Различните случаи на използването им са определени от различните юрисдикции на двете полицейски организации, в чиито състави влизат отрядите. Националната жандармерия отговаря основно за опазването на реда и вътрешната сигурност в малките градски и селски общини с население до 30 000 жители, труднодостъпните планински и крайбрежни райони, критическата инфраструктура като атомни електроцентрали, петролни рафинерии, летища, пристанища и т.н. Националната полиция отговаря основно за опазването на реда и вътрешната сигурност в урбанизираните общини. Така GIGN бива задействана при актове на тероризъм в зоната на отговорност на жандармерията, отвличане на летателни апарати и плавателни съдове, както и при операции зад граница, за което като част от въоръжените сили жандармерията има юрисдикция съгласно международното право. От друга страна полицията действа в големите градове и RAID е активна именно при такива операции. Един от последните примери е широкомащабната полицейска операция по овладяване на терористичната криза в театър „Батаклан“ в Париж от 13 ноември 2015 г. и последвалите действия по обезвреждане на извършителите, станали известни като Рейда в Сен Дени на 18 ноември 2015 г., при които RAID е основен компонент на силите за сигурност.

##### Национална жандармерия
- Група за интервенция на Националната жандармерия (Groupe d'intervention de la Gendarmerie nationale (GIGN)) – силите за сигурност на Франция са съставени от две основни организации. Националната жандармерия е военизирана полицейска служба на двойно подчинение – на министерствата на отбраната и на вътрешните работи. В нейния състав се намира основното френско антитерористично подразделение.

##### Национална полиция
- Отряд „Проучване, подкрепа, интервенция, възпиране“ (Recherche, Assistance, Intervention, Dissuasion (RAID)) – наред с военизираната Национална жандармерия, полицейските сили на Френската република включват и цивилната Национална полиция. Неин еквивалент на жандармерийската GIGN e отрядът „Проучване, подкрепа, интервенция, възпиране“.

### Русия
Специални подразделения на КГБ/ФСБ:
- Отряд „Алфа“ – антитерористично подразделение, специализирано в освобождаване на заложниците.
- Отряд „Вимпел“ – стратегически спецназ на Първо главно управление на КГБ (външното разузнаване), обучено да води операции срещу специални обекти, вкл. и АЕЦ. През 1994 г., е прикрепено към структурите на Министерството на вътрешните работи и практически губи функциите си. През 1999 г., няколко отряда са прехвърлени към Центъра със специално предназначение към ФСБ под названията Управление А и Управление Б.
- Около 1998 г., се появява информация, че към Външното разузнаване се е появил наследник на отряд „Вимпел“ – отряд „Заслон“.

Спецназ на Министерството на отбраната:
- армейски спецназ – ГРУКъм 1991 г., в състава на въоръжениет сили на Русия влизат:
- 14 отделни бригади със специално предназначение, 2 отделни учебни полка и роти със специално предназначение към сухопътните войски.
- 2 отделни бригади със специално предназначение, няколко разузнавателни подразделения към ВМФ.